# Fátima la Magnánima
Fátima la Magnánima es un libro escrito por el erudito chií Abu Muhammad Ordoni publicado por Ansariyan Publications. Es una biografía detallada de la hija de Mahoma, Fátima az-Zahra.